# Історія української літератури
Історія української літератури — історія літератури українською мовою.
Вивчає закономірності історико-літературного процесу, літературні жанри, течії, творчість окремих письменників, особливості їхнього стилю та значення художньої спадщини у розвитку української літератури.
Українська література має тисячолітню історію. Початки її належать до часів формування Київської Русі. Однак ще в передісторичну добу (до ІХ ст.) предки українців мали розвинену усну творчість.